# Drittes Buch Sozialgesetzbuch
Das Dritte Buch Sozialgesetzbuch (SGB III) regelt seit dem 1. Januar 1998 zusammen mit dem SGB II das deutsche Arbeitsförderungsrecht. Das SGB III ist Nachfolger des Arbeitsförderungsgesetzes (AFG), das zum 31. Dezember 1997 außer Kraft getreten ist.
Das SGB III regelt die Leistungen und Maßnahmen zur Arbeitsförderung. Es ist damit die Grundlage für die Arbeit der Bundesagentur für Arbeit und der Arbeitsagenturen. Das Sozialgesetzbuch III enthält zudem Regelungen zur Arbeitslosenversicherung. Die Leistungen werden dabei in die drei großen Bereiche Leistungen an Arbeitnehmer, Leistungen an Arbeitgeber sowie Leistungen an Träger unterteilt.
Mit dem Gesetz zur Verbesserung der Eingliederungschancen am Arbeitsmarkt vom 20. Dezember 2011 (BGBl. I S. 2854) wurden die arbeitsmarktpolitischen Instrumente der Bundesagentur neu geregelt und die entsprechenden Regelungen im SGB III in wesentlichen Punkten neu gefasst. Das SGB III wurde neu gegliedert. Infolgedessen wurden auch solche Paragraphen, die sich nicht oder nur unwesentlich geändert hatten, mit Wirkung zum 1. April 2012 neu nummeriert.

## Grundsätze
Die Arbeitsförderung soll dem Entstehen von Arbeitslosigkeit entgegenwirken, die Dauer der Arbeitslosigkeit verkürzen und den Ausgleich von Angebot und Nachfrage auf dem Ausbildungs- und Arbeitsmarkt unterstützen (§ 1 Abs. 1 SGB III). Zuständig ist die örtliche Arbeitsagentur, die eine ortsnahe Förderung gewährleisten soll (§ 9 SGB III).
Die Leistungen der aktiven Arbeitsförderung sind im Dritten Kapitel des SGB III aufgeführt, auch das Arbeitslosengeld bei beruflicher Weiterbildung zählt dazu. Die meisten dieser Leistungen sind Ermessensleistungen, nur bei bestimmten Ausnahmen besteht ein Rechtsanspruch (§ 3 SGB III). Die Arbeitsagentur hat die am besten geeignete Leistung unter dem Grundsatz der Sparsamkeit und Wirtschaftlichkeit auszuwählen (§ 7 SGB III).
Leistungen der aktiven Arbeitsförderung werden grundsätzlich nur auf Antrag erbracht. Die Arbeitsagentur kann aber Leistungen auch von Amts wegen erbringen, sofern die betroffene Person dem zustimmt (§ 323 SGB III).

## Leistungen der aktiven Arbeitsförderung
Die im Dritten Kapitel des SGB III aufgeführten Leistungen der aktiven Arbeitsförderung sind:
- Berufsberatung, Berufsorientierung, Arbeitsmarktberatung (§§ 29–34 SGB III)
- Vermittlung von Arbeitsuchenden und Ausbildungssuchenden (§§ 35–39 SGB III)
- Förderung aus dem Vermittlungsbudget (§ 44 SGB III)
- Maßnahmen zur Aktivierung und beruflichen Eingliederung (§ 45 SGB III)
- Probebeschäftigung und Arbeitshilfe für behinderte Menschen (§ 46 SGB III)
- Berufsorientierungsmaßnahmen (§ 48 SGB III)
- Berufseinstiegsbegleitung (§ 49 SGB III)
- Berufsvorbereitende Bildungsmaßnahmen (§§ 51–55 SGB III)
- Berufsausbildungsbeihilfe (§§ 56–72 SGB III)
- Zuschüsse zur Berufsausbildung behinderter Menschen (§ 73 SGB III)
- Ausbildungsbegleitende Hilfen (§ 75 SGB III)
- Außerbetriebliche Berufsausbildung (§ 76 SGB III)
- Berufliche Weiterbildung (§§ 81–87 SGB III)
- Eingliederungszuschuss (§§ 88–92 SGB III)
- Gründungszuschuss (§§ 93–94 SGB III)
- Kurzarbeitergeld und Saison-Kurzarbeitergeld (§§ 95–109 SGB III)
- Transfergesellschaft und Transferkurzarbeitergeld (§§ 110–111 SGB III)
- Leistungen zur Teilhabe am Arbeitsleben (§§ 112–116 SGB III)
- Übergangsgeld (§§ 119–121 SGB III)
- Ausbildungsgeld (§§ 122–126 SGB III)

## Arbeitslosengeld und Insolvenzgeld
Das Vierte Kapitel des SGB III regelt die Anspruchsvoraussetzungen und die Höhe von Arbeitslosengeld (§§ 136 bis 164) und Insolvenzgeld (§§ 165 bis 172) und die Zahlung von Rentenbeiträgen während des Arbeitslosengeld- oder Insolvenzgeldbezugs (§§ 173 bis 175).